# معركة يون بيونغ الثانية
معركة يونبيونغ الثانية (بالكورية: 제 2 연평 해전) هو اشتباك بحري بين زوارق دورية تابعة لكوريا الشمالية وكوريا الجنوبية على طول الحدود البحرية المتنازع عليها بالقرب من جزيرة يون بيونغ في البحر الأصفر في 29 يونيو 2002. وقد حدث الاشتباك بعد أن قامت زوارق دورية كورية شمالية باقتحام المياه الإقليمية الكورية الجنوبية بشكل مفاجئ وأطلقت النار على زوارق دورية كورية جنوبية. وانتهى الاشتباك بعد أن قامت الزوارق الدورية لكوريا الشمالية بالانسحاب قبل وصول التعزيزات الكورية الجنوبية، ونتج عن الاشتباك إصابة زورق دورية لكوريا الشمالية بأضرار بالغة ومقتل 13 شخص وأصابة 25 على متنه، أما خسائر كوريا الجنوبية فقد دمر زورق دورية واحد، وقتل 6 أشخاص وأصيب 18 آخرون.

## خلفية تاريخية
1–جزيرة يون بيونغ2–جزيرة باينجنيونغدو3–جزيرة دايتشيونغ

الحدود البحرية المتنازع عليها بين كوريا الشمالية والجنوبية في البحر الأصفر:
A: خط الحد الشمالي الذي أنشأته الأمم المتحدة في 1953.
B: المنطقة البحرية العسكرية الكورية الشمالية عام 1999.
الجزر الرئيسية المشكلة للحدود البحرية الفاصلة بين البلدين:
1–جزيرة يون بيونغ2–جزيرة باينجنيونغدو3–جزيرة دايتشيونغ
----
4-جونغ غو (مطار إنتشون الدولي), 5-سول, 6-إنتشون, 7-هايجو, 8-كايسونغ, 9-مقاطعة كانغهوا, 10-بوكدو مييون، 11-ديوكجاكودو, 12-جاول مييون، 13-يونغ شونغ مييون

تم ترسيم خط الحد الشمالي في البحر الأصفر في عام 1953 في إطار اتفاقية الهدنة في أعقاب الحرب الكورية، وهكذا أصبح خط الحد الشمالي حدودا بحرية تفصل بين الكوريتين بحريًا كأمر واقع، إلا أن كوريا الشمالية لا تعترف به كحد فاصل بين البلدين فقد شرعت في عدد من المرات في انتهاكه بشكل متكرر خاصة في عام 1973. وفي عام 1974 قام الأسطول الكوري الشمالي بإغراق مركبة صيد كورية جنوبية داخل المياه الكورية جنوبية وتم اختطاف أخرى. وفي عام 1977 أعلنت كوريا الشمالية من جانب واحد منطقتها البحرية العسكرية الخاصة في الساحل الغربي على بعد 200 ميل بحري. أما كوريا الجنوبية فهي تتمسك بشرعية خط الحدود الشمالي باعتبار أنه تم بواسطة الأمم المتحدة كشرعية دولية. وتم تضمين ذلك التأكيد الكوري الجنوبي في الاتفاقية الأساسية الكورية المشتركة للعام 1991 الموقع عليها بواسطة الكوريتين.

## الاشتباك البحري
في الساعة العاشرة والدقيقة الخامسة والعشرين من يوم التاسع والعشرين من شهر يونيو 2002، وعلى بعد ثلاثة أميال فقط من خط الحدود الشمالي في البحر الأصفر و14 ميلا من جزيرة يون بيونغ، قام زورق دورية كوري شمالي باقتحام المياه الإقليمية الكورية الجنوبية بشكل مفاجئ وقامت الزوارق الدورية الكورية الجنوبية باطلاق طلقات تحذيرية وطلبت من الزورق الكوري الشمالي العودة. بعد ذلك بقليل، عبر زورق دورية كوري شمالي آخر الخطّ وبدأت الزوارق الدورية الكورية الجنوبية باطلاق طلقات تحذيرية آخرى وطلبت من الزوارق العودة.
بدأت الزوارق الدورية الكورية الشمالية تهدد وتضايق الزوارق الدورية الكورية الجنوبية التي كانت تلاحقهم. في ذلك الوقت شاهد الجنود الجنوبيون الأسلحة الكورية الشمالية وهي موجهة نحوهم. وفي الساعة 10 والدقيقة 25، فتح الزورق الذي عبر الخط أولا النار بمدفع 85 ملم وأصابت غرفة القيادة بالزورق الكوري الجنوبي الذي اشتعلت فيها النيران ومن ثم غرق. وبعدها شرعت القوة الكورية الجنوبية في الرد على النيران.
اندلع الاشتباك واستخدم الكوريون الجنوبيون مدافع ذات الـ 40 و 20 ملم ضد الزوارق الكورية الشمالية، أما كوريا الشمالية فقد استخدمت مدافع ذات الـ 85 ملم و 35 ملم. وبعد حوالي عشر دقائق، أرسلت كوريا الجنوبية زورقين دورية وفريقطات لمساندة قواتهم، وقد الحقت القوات الكورية الجنوبية أضرارا بالغة بأحد الزوارق الكورية الشمالية. وعند الساعة 10 والدقيقة 59. انسحبت القوات الكورية الشمالية.

## بعد الاشتباك
بعد الاشتباك ألقى الجانبان اللوم على بعضهما البعض وطالبت كوريا الجنوبية باعتذار من كوريا الشمالية.
أسفر الاشتباك عن تدمير زورق دورية كوري جنوبي وغرقه في البحر، ومقتل 6 أشخاص، وإصابة 18 شخص على متنه، وكان أبرز الشخصيات الكورية الجنوبية التي قتلت أثناء الاشتباك قبطان السفينة الرائد يون يونغ ها. وقد نظمت كوريا الجنوبية مراسم تشييع رسمية للضحايا في 1 يوليو 2002، كما شيدّت نصبًا تذاكريًّا تخليدًا لهم، وأصبح تاريخ هذه المعركة ذكرى يتم إحيائها سنويًّا، كما غيرت التسمية الرسمية للمعركة من «تبادل لإطلاق النار في البحر الغربي» إلى «معركة يون بيونغ البحرية الثانية»، باعتبار أن الاسم السابق لا يعكس بصورة صحيحة أهمية تلك المعركة. وقد استفاد الجيش الكوري وقواته البحرية من هذا الاشتباك وقاموا بتغيير العديد من الخطط والإجراءات والاستراتيجيات تفاديًّا لمثل تلك الخسائر الجسيمة في المستقبل، وتحسبا لأي اعتداءات كورية شمالية. ففي حالة احتمال أو وقوع شك في أي تحرك عدائي ممكن، صار من الواجب اتخاذ ثلاث خطوات فقط، وهي: إصدار تحذير أولي بالشكل المناسب، ثم إطلاق طلقات تحذير في الهواء، ثم إطلاق النيران بشكل مباشر على الهدف المرصود.
أما كوريا الشمالية فقد تعرض إحدى زوارقها لأضرار بالغة إلا أن الزورق نجى واستطاع العودة إلى الميناء في كوريا الشمالية، كما قتل 13 شخص، واصيب 25 على متنه. وتدعي كوريا الجنوبية بأن خسائر كوريا الشمالية أكبر بكثير من الأرقام التي أعلنت عنها الحكومة الكورية الشمالية.
لاحقًا وتحديدًا في 9 نوفمبر 2009، اندلعت حادثة مشابه بين الكوريتين عندما قصفت الزوارق الكورية الشمالية جزيرة يون بيونغ وكاد الاشتباك أن يشعل حربا شاملة بين الدولتين.

## معرض صور

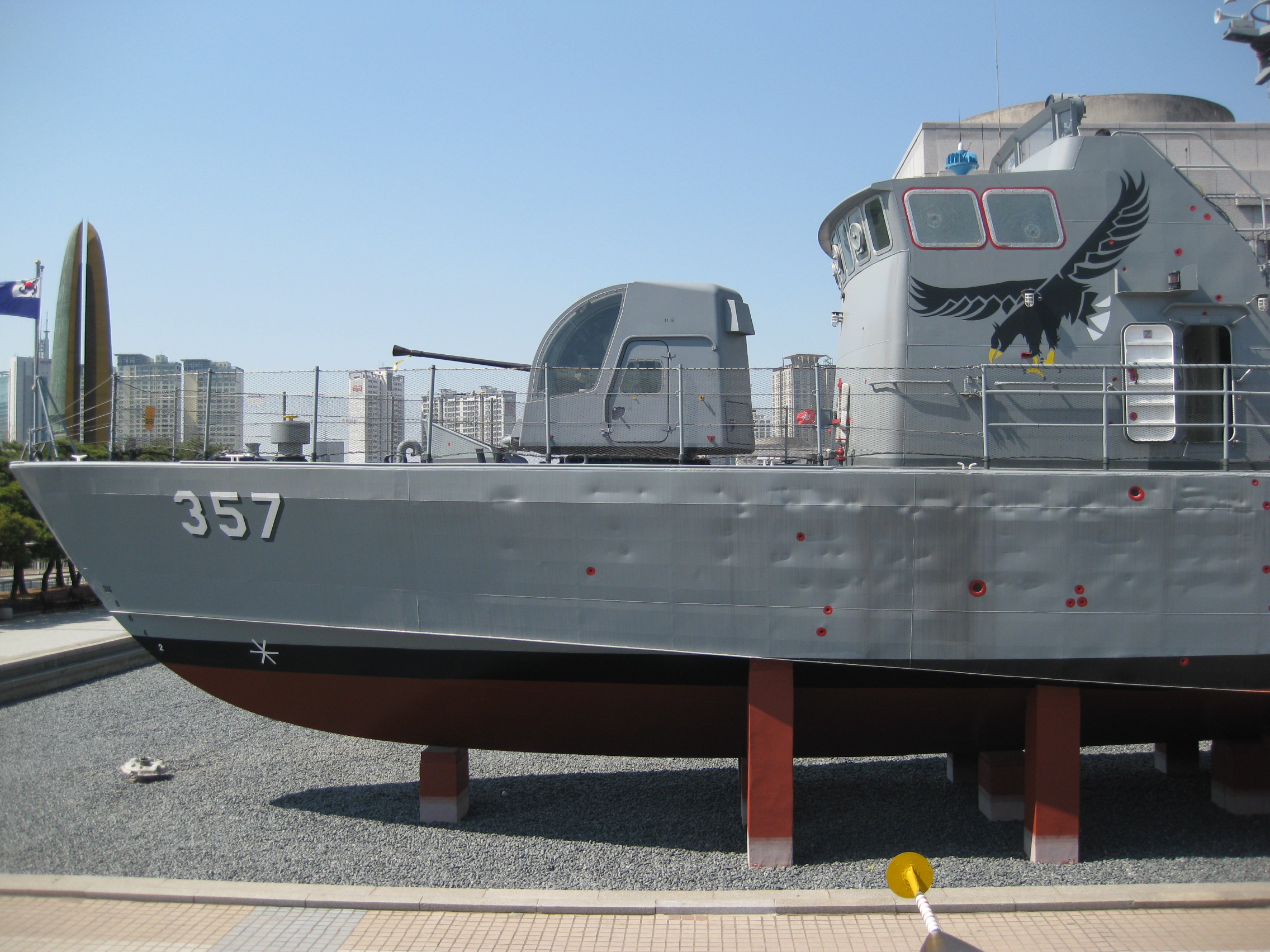
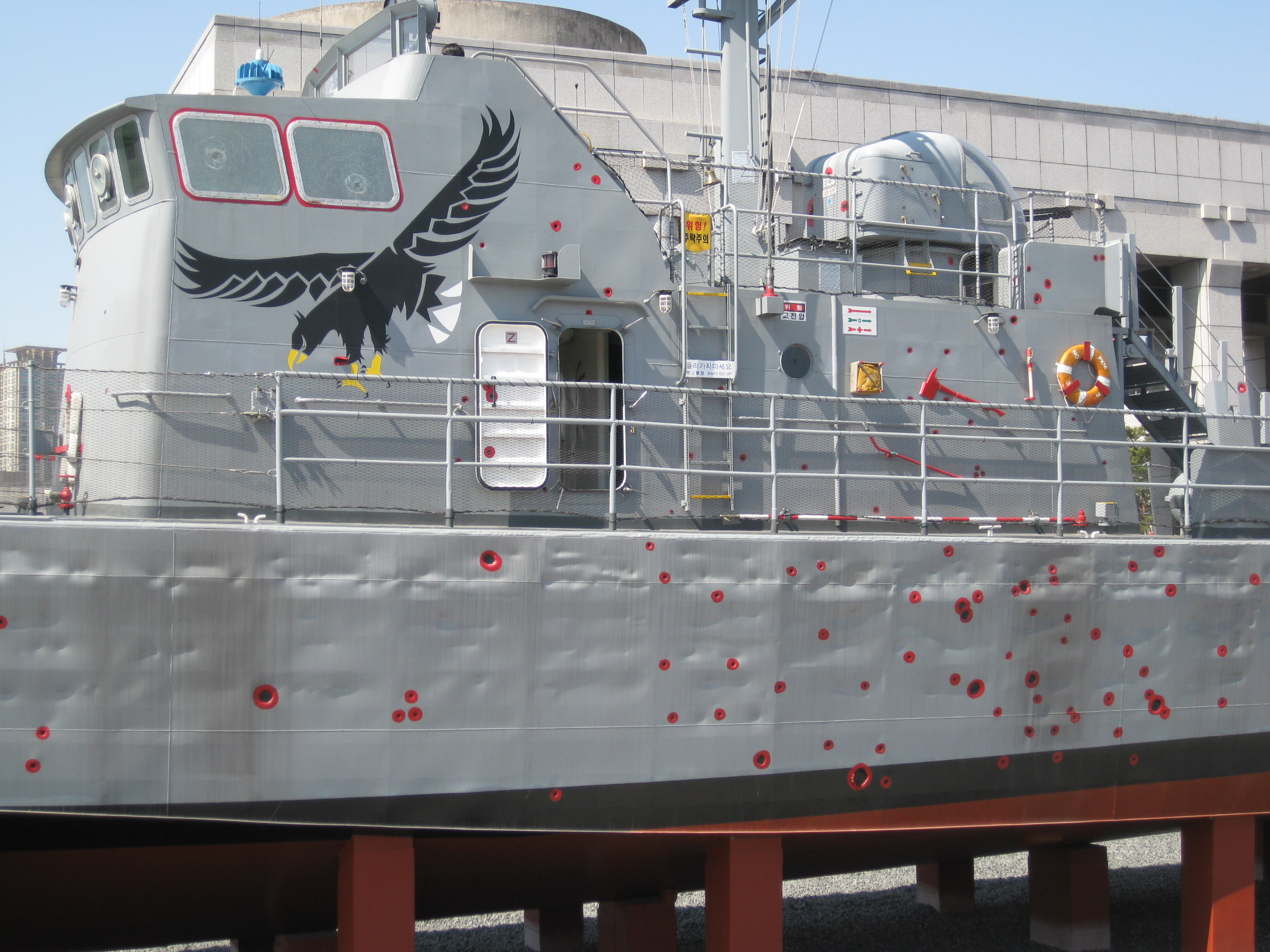
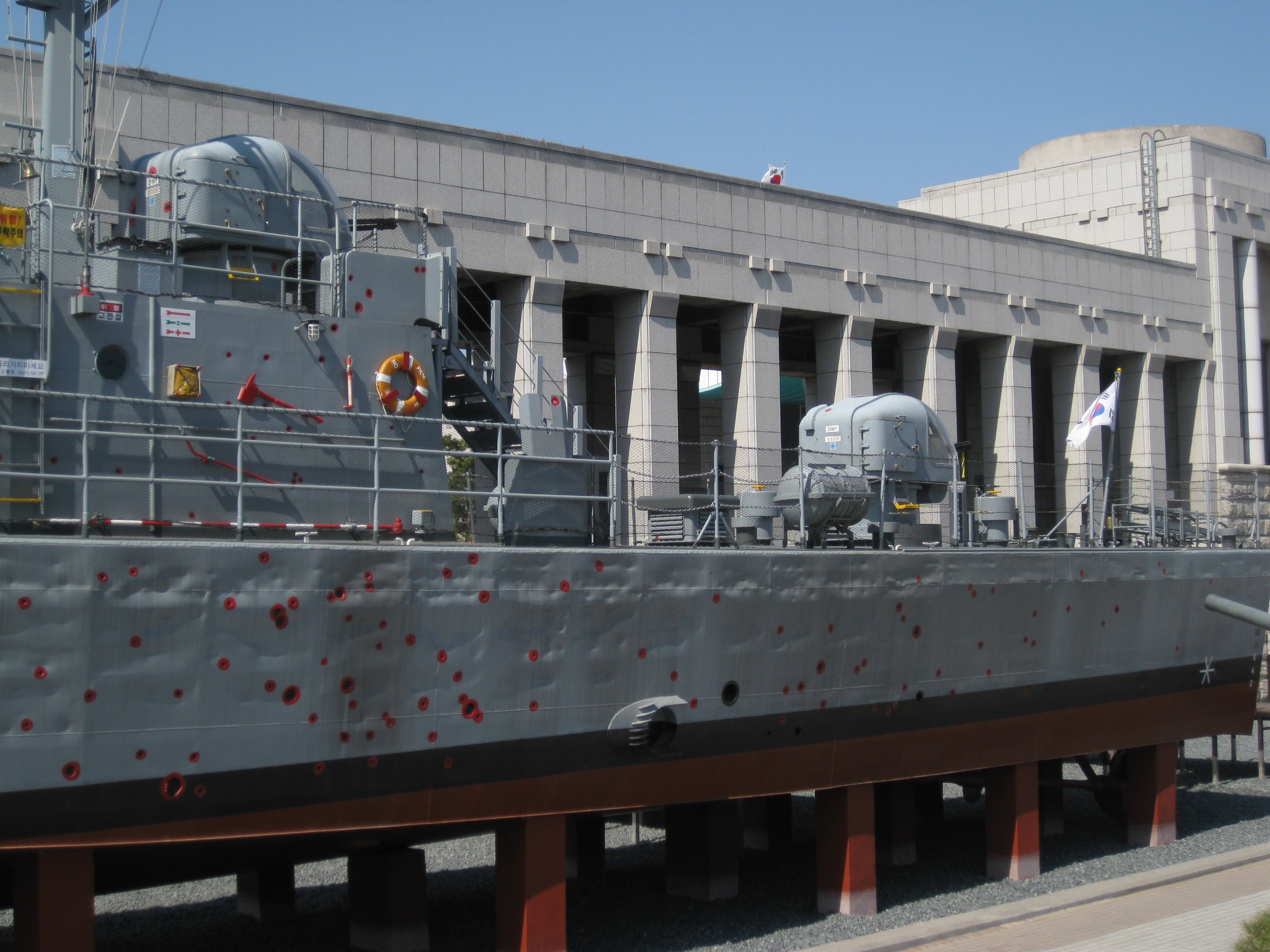